# حمض ثلاثي الفسفوريك
حمض ثلاثي الفوسفوريك هو مركب كيميائي صيغته H5P3O10 ويتكون من ثلاث وحدات من حمض الفوسفوريك، في عائلة الأحماض الفوسفورية هو الحمض متعدد الفوسفور الذي يلي حمض البيروفوسفوريك H4P2O7 والذي يسمى أيضا حمض ثنائي الفوسفور.
الحمض ثلاثي الفوسفور هو حمض  خماسي البروتيك، أي أنه قادر على منح خمس بروتونات في ظروف قاعدية كفاية. تم تقرير العديد من ثوابت التفكك له (pKa) 8.5 ،5.7 ،2.3 ،2.2 ،1.0  و8.5 ،3.7 ،2.3 ،2.2 ،1.0.
الأدينوسين ثلاثي الفوسفات (ATP) هو إستر لحمض ثلاثي الفوسفور ذو أهمية بيولوجية كبيرة، ويعمل على توفير الطاقة لتفاعلات البناء عبر حلمأته إلى أدينوسين ثنائي الفوسفات (ADP) وفوسفات (Pi):
ATP + 2 H2O → ADP + Pi + H3O+ : ΔG°' = −30,5 kJ⋅mol-1.